# 俱邻陀国
俱邻陀国（梵语： कुणिन्द ， Kuṇinda），又译“库宁达王国”、“古宁陀国”等，是公元前 2 世纪至公元 3 世纪喜马拉雅山脉中部的一个古老王国，其疆域覆盖范围包括现代印度喜马偕尔邦的南部地区、北阿坎德邦的西部地区以及尼泊尔的远西省。

## 概况
俱邻陀国的历史记录最早出现在公元前2世纪左右，并在印度史诗和往世书中都有被提及。 《摩诃婆罗多》中的俱邻陀国由一位叫做妙臂（सुबाहु, Subāhu）的国王统治，他曾款待了流放森林期间的般度族，并在俱卢之战中作为俱卢族的同盟参与了战斗。
阿牟伽菩提（अमोघभूति, Amoghabhūti）是俱邻陀国可考最早的国王之一，他统治着萨特莱杰河和亚穆纳河的山谷地带（位于今印度北部的喜马偕尔邦南部和北阿坎德邦西部）。
古代希腊历史学家托勒密认为俱邻陀国与比亚斯河、萨特莱杰河、亚穆纳河和恒河的发源地有关。 
当地发现了刻有阿育王诏书的立柱，表明最早至公元前4世纪开始佛教便已经传播到该地区。
俱邻陀国在公元3世纪左右消失在了历史中，而约从公元4世纪开始，该地区主要信仰被印度教湿婆派所取代。

## 铸币
俱邻陀国所发行的货币有两种类型，第一种大约在公元前1世纪发行，第二种大约在公元2世纪发行。 前者受到了邻近的印度-希腊王国铸币的影响，并结合了佛教和印度教的意象，例如佛教三宝符号和吉祥天女的形象等。这些硬币通常遵循印度-希腊铸币的重量和尺寸标准（德拉克马，约重2.14g，直径19毫米）。在窖藏中，这一类型的俱邻陀国货币经常与印度-希腊钱币一起被发现，其中尤以阿波罗多特斯二世的硬币为多。 。
俱邻陀货币中有很大一部分以阿牟伽菩提国王的名义发行，有一种说法认为即使在其他死后，俱邻陀国仍然继续以他的名义铸币。 

到了公元2世纪后期，另一种俱邻陀钱币上出现了印度教湿婆神相关的图像及符号。 

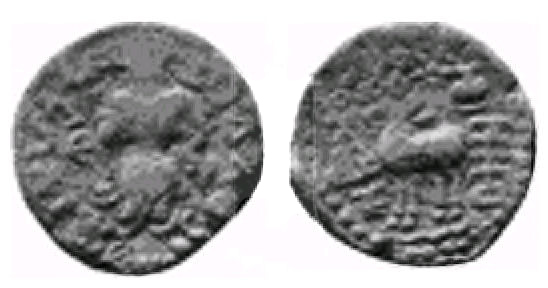
俱邻陀国钱币，公元2世纪。 正面 湿婆立像，右手持带斧三叉，左手持豹皮，币文Bhagavato Chatreswara Mahatana。 背面 鹿与符号。
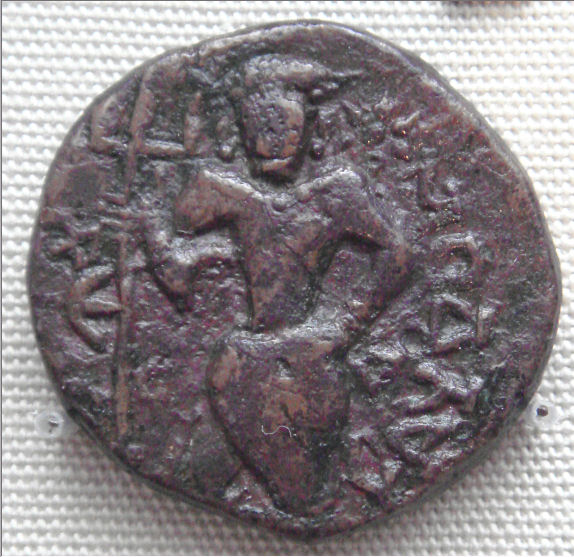
湿婆持三叉戟立像，俱邻陀国铜币，公元2世纪。

## 统治者
- 阿牟伽菩提 （公元前2世纪晚期至公元前1世纪）